# 韓國天主教傳入兩百週年紀念幣
韓國天主教傳入兩百週年紀念幣（韓文：천주교전래 200주년 기념주화；朝鮮漢字：天主敎傳來 200週年 記念鑄貨）是韓國造幣公社為了紀念韓國天主教傳播200週年而在1984年鑄造的紀念幣。分為10,000圓幣（銀質）和1,000圓幣（鎳質）。